# Pepe
Pepe es un nombre en español. Es un hipocorístico del nombre propio masculino José.
Podría tratarse de una forma reducida de Josepe, antigua versión del nombre en español, análoga a las reducciones de tantos otros hipocorísticos en español y otras lenguas romances. Aunque los casos análogos del catalán (Pep, de Josep) y el italiano (Peppe o Beppe, de Giuseppe) podrían aducirse como paralelos, en realidad en castellano no se ha podido aún documentar pues, según el CORDE, "Pepe" no aparece con este uso hasta el siglo XVIII, y en checo, por ejemplo, los Josef también son llamados afectivamente "Pepe".
Una extendida etimología popular sostiene que este hipocorístico proviene de las siglas de la definición de Pater Putativus ("padre putativo") que solían acompañar en textos medievales y modernos al nombre de José de Nazareth como marido de la Virgen María y padre putativo de Jesús de Nazareth.